# Caroline Lenferna de Laresle
Caroline Lenferna de Laresle (Ilhas Maurício, 20 de março de 1824 — Roma, 28 de janeiro de 1900) foi uma freira e escritora mauriciana responsável pela fundação da Congrégation des sœurs de charité de Notre-Dame-du-Bon-et-Perpétuel-Secours.